# José Luis de Villabaso
José Luis de Villabaso Gorrita (Bilbao, 20 de agosto de 1852-26 de julio de 1917)  fue un industrial español. Es más conocido por ser la fuerza fundamental detrás de la fundación del Bilbao Football Club en 1900, el primer club oficial de la ciudad de Bilbao.

## Primeros años y vida personal
José Luis de Villabaso nació el 20 de agosto de 1852 en Bilbao, hijo de Juan Antonio Villabaso Uribarri y María Jesús Gorrita Echavarri. Se casó con Isabel Zabaleta Larrañaga, y el matrimonio tuvo cinco hijos, Fernando, Luis, María de las Mercedes, Pilar y Rafael Villabaso Zabaleta. Su hermana María Elisa se casó con José María de Arteche y Osante, un político liberal vizcaíno que llegó a ser presidente de la delegación de Vizcaya, y la pareja tuvo dos hijos, Antonio y Julio de Arteche y Villabaso.
La familia Villabaso se instaló en la capital vizcaína, donde estableció relaciones con la élite de la burguesía bilbaína.

## Carrera profesional
Villabaso fue miembro del primer directorio del Banco del Comercio, que fue fundada en Bilbao el 20 de mayo de 1891. El 1 de mayo de 1901, las comisiones del Banco del Comercio y del Banco de Bilbao firmaron la escritura de liquidación de sus respectivas empresas para crear un nuevo Banco, que bajo el nombre de Banco de Bilbao. Villabaso, que ya había sido director general del Banco de Comercio, acabó convirtiéndose en el director general ejecutivo (CEO) del Banco de Bilbao.
El 2 de octubre de 1905, Villabaso participó en una reunión, celebrada en la Sala de Juntas del Banco de Bilbao, en la que se trató tanto la fusión de la liquidación de la deuda de Elgoibar como la fusión de tres compañías de ferrocarril, siendo su presencia no sólo en nombre propio como director del Banco de Bilbao, sino también en representación de Domingo Villaamil Fernández del Cueto, director de la sucursal de Bilbao del Banco de España, quien no pudo asistir por encontrarse indispuesto.
Su sobrino Julio había planeado ser ingeniero industrial, pero abandonó sus estudios a falta de tres cursos para obtener el título tras ser nombrado director del Banco de Bilbao en 1903, a los 25 años de edad, cargo que consiguió principalmente gracias a la influencia de su tío. Tanto Julio como su tío José Luis desempeñaron un papel muy activo en el Consorcio de Saltos del Duero y en la Sociedad Hispano-Portuguesa de Transportes Eléctricos, dos empresas puestas en marcha por el Banco de Bilbao para realizar los trámites y obras necesarias con las que se pondría en marcha el negocio hidroeléctrico más importante del momento: los Saltos del Duero.

## Carrera deportiva
El 30 de noviembre de 1900, Villabaso utilizó su propia casa del barrio vizcaíno de Algorta para acoger una reunión informal de los socios del Bilbao Football Club, que disputaba partidos de fútbol extraoficialmente desde 1896 bajo la dirección de Carlos Castellanos, a cuyo padre Manuel Castellanos conocía al menos desde 1891, cuando eran miembros de la primera junta directiva del Banco del Comercio. En esta reunión se constituyó finalmente oficialmente el club, un gran paso que sólo fue posible gracias al respaldo de Villabaso.

## Muerte y legado
Villabaso murió en Barcelona el 26 de julio de 1917, a la edad de 64 años. Tras la repentina muerte de Villabaso, y dado que el banco había comenzado su expansión en España, José Manuel Figueras Arizcun fue ascendido a director general del Banco de Bilbao tras haber desempeñado anteriormente un brillante servicio en la Oficina de Madrid y, antes, en el Crédit Lyonnais, donde dirigió la Subdirección General. Julio fue nombrado por unanimidad por el consejo de administración del Banco de Bilbao presidente del banco tras la Junta General Ordinaria del 31 de enero de 1942. Su hijo Fernando llegó a ser alcalde de Bilbao en 1915.